# Luciferi Fanum
Luciferi Fanum, quod vocant lucem dubiam (el Templo del Lucero al que llaman Luz Dudosa) es un topónimo latino que nombra un enclave geográfico de la península ibérica, a orillas del lago Ligustino. Se trata de la traducción de la frase griega Phosphorom hieron Loucen doubia, usada por Estrabón en su Geografía.
Desde antiguo se identifica con la actual ciudad de Sanlúcar de Barrameda, apareciendo como parte del lema del escudo del municipio. Las excavaciones realizadas en la década de 1980, en el lugar conocido popularmente como El Tesorillo, en el Pinar de la Algaida, sacaron a la luz las ruinas de un antiguo santuario dedicado a una deidad femenina asociada con el lucero; que podría identificarse con el nombrado por Estrabón.
- Datos: Q9024690